# Uromenus mauretanicus
Uromenus mauretanicus is een rechtvleugelig insect uit de familie sabelsprinkhanen (Tettigoniidae). De wetenschappelijke naam van deze soort is voor het eerst geldig gepubliceerd in 1898 door Saussure.